# Vilém I. Traungavský
Vilém I. Traungavský (? – po roce 835?) byl od roku 821 až do své smrti markrabě Panonské marky.

## Životopis
Vilém I. byl členem rodu pánů z Trangau, který měl majetky v Salzburggau, Isengau a Sundergau a je považován za zakladatele bavorského šlechtického rodu Vilémovců. Jedním z jeho předků mohl být snad Vilém, zakladatel Rotthalmünsteru.
Hrabětem ho jmenoval Ludvík I. Pobožný, kdy kromě svého majetku v Traungau získal majetek i v Dolním Rakousku. Jako hrabě byl podřízený autoritě markrabat Východní marky, zejména Gotafridovi, Geroldovi a Radbodovi. V Ordinatio Imperii z roku 817 se uvádí, že Ludvík II. Němec se stal králem Bavorského vévodství a okamžitě začal budovat své vazby k bavorské aristokracii přidělováním prestižních pozic svým příznivcům. I přes tyto změny na bavorském dvoře si Vilém i v následujících letech udržel své postavení a vzdoroval dobám poznamenanými vnitřními válkami karolínské dynastie, které skončily až Verdunskou smlouvou v roce 843.
V roce 826 daroval část svých pozemků kolem Lince opatství Mondsee a v letech 833, 834 a 853 přidal řadu darů pro opatství Saint Emeram v Regensburgu. Tyto dary zahrnovaly kromě části zboží z Lince a Welsu, také některé lokality kolem Perschlingu, Rosdorfu na Dunaji a území mezi řekami Aist a Naarn. Vilém je připomínán jako jeden z hlavních kolonizátorů jihovýchodního Německa v první polovině 9. století.

## Manželství a děti
Jeho manželkou byla Engilrata z rodu Adalunků von Roning, jedné z nejproslulejších rodů v Bavorsku, s níž měl nejméně tři děti, Viléma II., Engišalka I. a Adalberta. Jeho vnukem byl hrabě Megingoz I. z Wormsu.[4] Po jeho smrti zdědili Traungau Vilém II. a Engelschalk I., kteří pod svou kontrolu získali od Ludvíka Němce další část Východní marky.